# Borgo (Biella)
Borgo è un rione di Biella. È stato istituito ufficialmente il 9 settembre 1938 con deliberazione del podestà Giuseppe Serralunga, e corrisponde al nucleo più antico di Biella Piano, avendo infatti come fulcro centrale piazza Duomo.

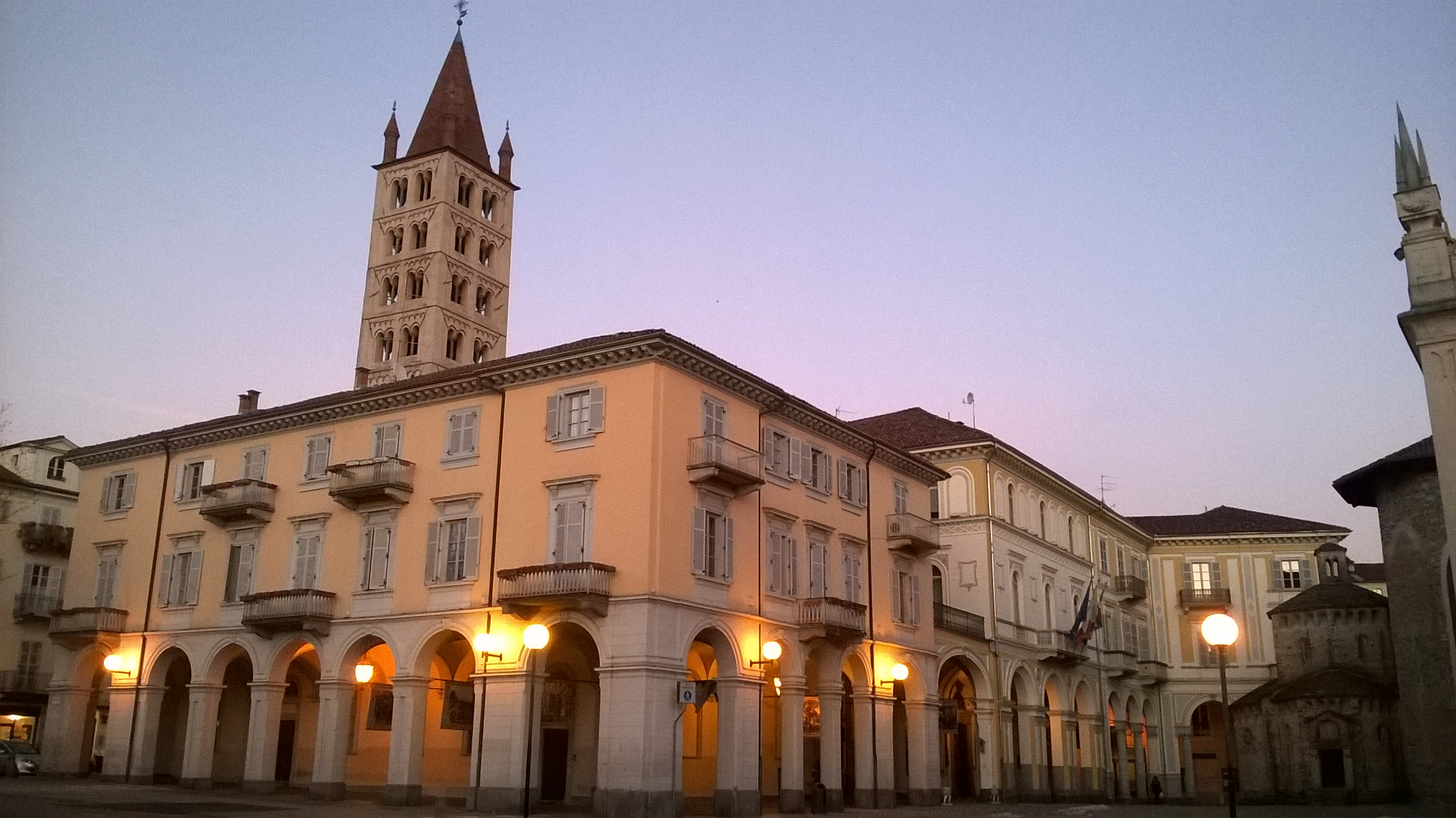
Veduta di piazza Duomo

A nord confina con il rione Riva, da via Cerino Zegna passando per piazza Martiri della Libertà, via San Filippo e fino a via Orfanotrofio, a ovest confina con il rione Piazzo, a sud la linea scende per la costa di San Sebastiano e via Agostino De Fango, sbocca quindi in piazza Lamarmora e percorre interamente le vie Gramsci/XX Settembre fino all'incrocio con via della Repubblica, a est prosegue per via della Repubblica fino a ricongiungersi con via Orfanotrofio.
Con la nascita dei consigli di quartiere, il rione Borgo viene successivamente inglobato, per la totalità del suo territorio, nel quartiere/poi circoscrizione Centro.